# Francis Berthelot
Francis Berthelot (París el 27 de julio de 1946) es un escritor especialmente conocido por sus obras de ciencia ficción.

## Biografía
Hijo de un investigador en física nuclear y una directora del kinder, realizó estudios en la École polytechnique (clase de 1966). Entre 1968 y 1975 se dedicó a la preparación de su tesis en biología molecular. Fue investigador en el CNRS, en bioquímica, hasta 1989.
Centrándose, sucesivamente, en la poesía surrealista, la música rusa y el teatro. En 1980, publicó su novela La Lune noire d'Orion y gana el premio a la mejor novela del festival francés de ciencia ficción, Metz. Muy afectado por los estragos del SIDA a su alrededor escribió Rivage des intouchable en 1990. Esta no solo marca su culminación en su carrera como escritor, sino también un cambio de dirección que conducirá a la publicación de literatura general.

## Publicaciones
Algunas de las publicaciones de Berthelot se enumeran a continuación.

### Novelas
- La Lune noire d'Orion, 1980
- La Ville au fond de l'œil, 1986
- Rivage des intouchables, 1990
- La maison brisée, 1999
- Le serpent à collerette, 2003

#### Ciclo deKhanaor
1. Solstice de fer, 1983
2. Equinoxe de cendre, 1983

#### Ciclo deLe Rêve du démiurge
1. L'ombre d'un soldat, 1994
2. Le jongleur interrompu, 1996
3. Mélusath, 1999
4. Le jeu du cormoran, 2001
5. Nuit de colère, 2003
6. Hadès Palace, 2005
7. Le Petit Cabaret des morts, 2008
8. Carnaval sans roi, 2011
9. Abîme du rêve, 2015

## Enlaces axternos
- Sitio oficial de Francis Berthelot (en francés). Consultado 14 de octubre de 2018.
- Du rêve au roman:Entretien avec Francis Berthelot en Vox-poetica (en francés). Consultado 14 de octubre de 2018.
- Le rêve du démiurge, Ou 50 ans de comédie humaine (en francés). Consultado 14 de octubre de 2018.

- Datos: Q3081310
- Multimedia: Francis Berthelot / Q3081310